# 大眼黑線鰶
大眼黑线䱗（学名：Atrilinea macrops）为輻鰭魚綱鯉形目鯝科黑线䱗属的鱼类，是中国的特有物种。分布于广西大瑶山等，常生活于山溪，體長可達9.2公分。该物种的模式产地在广西大瑶山。